# Mi (roman)
Mi (v izvirniku rusko Мы) je antiutopični filozofski roman ruskega pisatelja  Jevgenija Zamjatina, ki je nastal v letih 1920–1921, prvič pa je izšel v ZDA v angleškem prevodu Gregoryja Zilboorga leta 1924. V Sovjetski zvezi je bil izid dlje časa oviran, saj je avtor padel v nemilost sovjetskega političnega in kulturnega establišmenta. To se je v veliki meri zgodilo prav zaradi romana Mi, ki ga je možno razumeti kot satiro na državno umetniško gibanje Proletkult oz. sovjetski revolucionarni režim kot tak. Posledično je v domovini prvič izšel šele v obdobju Glasnosti leta 1988, več kot pol stoletja po avtorjevi smrti; nekaj izvlečkov v ruščini je sicer izšlo v Pragi leta 1927, prva celotna ruska izdaja pa spet v ZDA leta 1952. V slovenščini je izšel leta 1988 v prevodu Draga Bajta pri Cankarjevi založbi (COBISS).
Zdaj velja za Zamjatinovo najbolj znano delo in eno od mojstrovin ruske književnosti. V njem skozi pripoved o futurističnem utopičnem mestu pod totalitarno vladavino Dobrotnika razčlenjuje svoje prepričanje, da je vsaka vera v absolutno resnico zgrešena, saj nasprotuje naravnemu pojavu entropije, ki je ena od ključnih lastnosti vesolja. Roman vsebuje tudi številne aluzije na klasike ruske književnosti (predvsem Dostojevskega), Biblijo, starogrške filozofe idr. Slog je modernističen.

## Vsebina
Zgodba se začne nekaj stoletij po veliki vojni, v kateri je Država osvojila svet. Ostalo je deset milijonov ljudi, ki živijo v steklenem mestu, obdanem z debelim steklenim obzidjem vsi pod budnim nadzorom oblasti. Država prične z gradnjo vesoljske ladje Integral, ki naj bi ponesla ideal popolne sreče ljudi brez svobodne volje in domišljije na druge planete. Glavni inženir D-503 prične pisati dnevnik, namenjen nezemljanom kot razlaga.
Kot ostali državljani živi D-503 v steklenem bloku, stalno pod nadzorom Biroja Varuhov. Država mu dodeli ljubimko, O-90, ki ga obiskuje na spolnosti namenjene dneve. Je premajhne rasti, da bi ji bilo dovoljeno zanositi, kar jo močno teži. Njen drugi ljubimec je D-503-jev najboljši prijatelj R-13, državni pesnik, ki recitira svoje verze na javnih usmrtitvah.
D-503 nekega dne med dodeljenim sprehodom z O-90 spozna nenavadno žensko, I-300. I-300 kadi, pije alkohol in brezsramno flirta z D-503, namesto da bi se prijavila pri oblasteh za neosebni spolni obisk pri njem, vse to Država strogo prepoveduje.
D-503 se to hkrati gnusi in ga privlači, le s težavo se upira I-330. Ona ga nekega dne povabi v Starodavno hišo, ki je edina stavba z neprozornimi stenami v mestu, nekakšen muzej. Tam mu I-330 ponudi, da mu bo koruptivni zdravnik napisal opravičilo od dela, da bo lahko ostal z njo. D-503 zgrožen odide in se jo nameni prijaviti Varuhom, a tega ne zmore.
Začne sanjati, kar velja za simptom duševne motnje. Kljub temu ga I-330 še vedno neustavljivo privlači. Ta počasi razkrije, da je pripadnica skrivne organizacije MEFI, katere cilj je strmoglavljenje Države. Odpelje ga skozi skriven predor iz Starodavne hiše pod obzidjem. D-503 spozna prebivalce zunanjega sveta, ljudi, poraščene z dlako. MEFI želi podreti obzidje in znova združiti državljane z zunanjim svetom.
Z O-90 se odtujita, a ga ta vseeno roti, da jo oplodi. D-503 popusti, ko mu O-90 obljubi, da bo prepustila nelegalnega otroka Državi. Vendar pa kasneje O-90 spozna, da se ne bo mogla ločiti od otroka. Zato D-503 uredi, da jo I-330 pretihotapi iz mesta. Kmalu po tistem izbruhnejo izgredi v organizaciji MEFI. Že prej se razkrije, da so stopili v stik z D-503, ker želijo ugrabiti Integral in z raketnimi motorji podreti mesto, toda D-503 ne zmore izpeljati tega. V zadnjem dnevniškem zapisu D-503 nonšalantno pove, da je bil prisilno podvržen novo razviti operaciji, s katero ljudem onesposobijo predele možganov, odgovorne za domišljijo in čustva. Dobrotniku je po tistem povedal vse o organizaciji MEFI. Začuden je le, da se I-330 niti z mučenjem ni bila pripravljena odreči tovarišem. Ta ostane zvesta svojemu prepričanju, da tako kot ne obstaja največje število, tudi »zadnje« revolucije ne more biti.
Kljub prizadevanjem oblasti se medtem upor nadaljuje, tudi z uničenjem dela obzidja. D-503 izrazi upanje, da bo Dobrotnik ponovno vzpostavil razumnost, a obstanek Države ostane negotov.